# Robert Bialek (Musikproduzent)
Robert Bialek (* 3. Februar 1922 in Washington, D.C.; † 30. Mai 2006 ebenda) war ein US-amerikanischer Musikhändler, Konzertveranstalter und Albumproduzent. Für ein Album mit Reden des US-Präsidenten Franklin D. Roosevelt erhielt er 1961 einen Grammy Award.

## Biografie
Robert Bialek besuchte die Theodore Roosevelt High School und die George Washington University in seiner Heimatstadt. Im Zweiten Weltkrieg wurde er als Sanitäter eingezogen und kam bei der deutschen Ardennenoffensive zum Einsatz.
Bialek war sehr musikinteressiert und spielte selbst Klavier. 1952 eröffnete er mit seiner Frau ein Schallplattengeschäft in Dupont Circle im Nordwesten Washingtons. Später wurde daraus der Discount Book and Record Shop mit zwei weiteren Filialen in der Hauptstadt. Darüber hinaus engagierte er sich auch für Musiker und Musikproduktionen. Im Bereich der klassischen Musik organisierte er in den 1960er und 1970er Jahren jährliche Auftritte des Philadelphia Orchestra in Washington. Dem einheimischen National Symphony Orchestra verhalf er zu Aufnahmen von Werken von Alan Hovhaness, Alberto Ginastera und Dave Amram. Auch in anderen Bereichen der Musik organisierte er Konzerte, zum Beispiel für Folksänger Tom Glazer, Jazzpianist Erroll Garner, Singer-Songwriter Tom Lehrer und Flötist Jean-Pierre Rampal.
Neben der Musik engagierte sich Bialek auch politisch. Bereits 1960 produzierte er mit Unterstützung von Eleanor Roosevelt eine Albumzusammenstellung (6 LPs) mit 33 Reden ihres Ehemanns Franklin D. Roosevelt, dem 32. US-Präsidenten, der im Zweiten Weltkrieg im Amt gewesen und 1945 verstorben war. Für die Veröffentlichung F.D.R. Speaks wurde er als Produzent mit einem Grammy Award für das beste gesprochene Album ausgezeichnet. Später engagierte er sich in Neighbors Inc. gegen Rassismus und in der Bewegung Washington Musicians for Nuclear Disarmament gegen Atomwaffen.
Bereits in den 1980er Jahren begannen gesundheitliche Probleme ihn einzuschränken. Er musste seine Musikgeschäfte aufgeben und sich zweimal einer Behandlung eines gutartigen Gehirntumors unterziehen. 2006 starb er mit 84 Jahren in einem Altersheim in Washington nach einem Herzinfarkt.